# La Perle de l'Empereur (roman de van Gulik)
Pour les articles homonymes, voir La Perle de l'Empereur.
La Perle de l'Empereur (The Emperor's Pearl) est un roman de Robert van Gulik, publié en 1963, et mettant en scène le juge Ti. 
Selon l'ordre chronologique des aventures, il s'agit de la quinzième enquête du magistrat et, dans l'ordre de publication, du dixième roman de la série.

## Résumé
Le juge Ti est en poste dans le district de Pou-yang (ville fictive) et s'apprête à assister à la course de bateaux-dragons, festivité marquant le cinquième jour de la cinquième lune.
Alors que le sprint final est lancé, le timbalier de l'un des bateaux s'effondre. Le verdict du contrôleur des décès tombe : mort par empoisonnement. 
Le juge Ti devra trouver le rapport entre l'assassinat d'un jeune étudiant à la réputation sans tache et les rumeurs de découverte d'un trésor impérial volé...

## Personnages
Membres du Tribunal
- Ti Jen-Tsie, magistrat du district de Pou-yang.
- Hong Liang, conseiller du Juge et sergent du tribunal

Personnalités importantes du district
- Affaire du timbalier mort:
  - Pien Kia, médecin.
  - Tong Mai, étudiant travailleur.
  - Sia Kouang, étudiant, ami du précédent.

- Affaire de l'esclave assassinée:
  - Kou Yuan-lian, collectionneur.
  - Lotus d'Or, sa première épouse.
  - Madame Ambre, sa deuxième épouse, ancienne esclave.

- Affaire de la perle de l'empereur:
  - Monsieur Yang, antiquaire.
  - Kouang Min, apothicaire en provenance de la capitale.
  - Monsieur Souen, collègue et ami du précédent.

Autres personnages
- Cheng Pa, maitre de la guilde des mendiants.
- Mademoiselle Liang Violette, lutteuse d'origine mongole.

## Commentaires
Comme toujours, Robert van Gulik profite du roman pour instruire ses lecteurs sur le mode de vie dans la Chine des Tang. Ainsi l'affaire de la perle montre à quelles mesures l'Empereur de Chine pouvait recourir lorsqu'un bien lui était dérobé.